# Zimirina tenuidens
Espèce
Zimirina tenuidens est une espèce d'araignées aranéomorphes de la famille des Prodidomidae.

## Distribution
Cette espèce est endémique de la région de Souss-Massa au Maroc. Elle se rencontre vers Oulad Teïma.

## Description
Le mâle holotype mesure 2 mm.

## Systématique et taxinomie
Cette espèce a été décrite par Denis en 1956.

## Publication originale
- Denis, 1956 : « Notes d'aranéologie marocaine.-VI. Bibliographie des araignées du Maroc et addition d'espèces nouvelles. » Bulletin de la Société des Sciences Naturelles du Maroc, vol. 35, p. 179-207.